# 伊藤和子 (弁護士)
伊藤 和子（いとう かずこ、1966年 - ）は、日本の弁護士。ミモザの森法律事務所代表、NGOヒューマンライツ・ナウ副理事長。日弁連両性の平等に関する委員会委員、日弁連国際人権問題委員会委員。

## 経歴
- 東京都立国分寺高等学校卒業[2]。
- 1989年 - 早稲田大学法学部卒[3]。
- 1994年 - 弁護士登録[3]。
- 2004年 - 日弁連推薦でニューヨーク大学ロースクール客員研究員として留学[4]。
- 2005年 - 国際民主法律家協会（IADL）国連代表代理（ニューヨーク）。
- 2005年 - ニューヨークの人権団体Center for Constitutional Rightsで活動に協力。
- 2006年 - 国際人権NGO「ヒューマンライツ・ナウ」の立上げに関わり、事務局長に就任。
- 2011年6月 - 日弁連両性の平等に関する委員会委員長就任。
- 2012年4月 - ミモザの森法律事務所を設立。
- 2012年 - ジェンダー平等を目指す国連組織UNウィメンの Asia Pacific Civil Society Advisory Group の一員として活動（2015年まで）。
- 2012年 - ヤフー個人オーサーとして活動開始。2013年2月にAKBの恋愛禁止ルールは人権侵害であると主張した。
- 2013年 - 岩波ジュニア新書「人権は国境を越えて」出版。
- 2015年1月 - ヒューマンライツ・ナウがユニクロ中国委託先工場に対する潜入調査の報告書を公表。記者会見を行った。
- 2015年11月 - 東京で開催されたデモ行進「東京大行進 2015 Tokyo Democracy March」で民主党の有田芳生参議院議員、共産党の池内さおり衆議院議員と共に行進の先頭を務めた[5]。
- 2016年3月 - ヒューマンライツ・ナウがAV出演強要被害に関する調査報告書を公表。記者会見を行った。
- 2017年 - 11.25女性に対する暴力撤廃国際デー キャンドルアクションで、柴洋子（日本軍「慰安婦」問題解決全国行動共同代表）、田中池田恵理子（女たちの戦争と平和資料館（wam）館長）らと共に登壇者をつとめた[6]。
- 2018年 - 一般社団法人Spring評議員に就任。
- 2019年 - 4件の性犯罪無罪事件を契機に、「なぜ、それが無罪なのかー性被害を軽視する日本の刑事司法」を出版。
- 2021年 - ヒューマンライツ・ナウの副理事長に就任、事務局長を後進に譲る。
- 2021年 - 核兵器廃絶日本NGO連絡会共同代表に就任。
- 2023年6月16日 - 刑法性犯罪規定の改正が参議院本会議で全会一致で成立した際に、改正を求めてきた市民団体の一員として記者会見に参加し発言。
- 2023年 - ビジネスと人権に関する博士論文を早稲田大学に提出。法学博士号を授与される。

## 関連裁判
- 2015年9月、アダルトビデオ出演を拒否した女性に対して契約を結んでいたプロダクション業者が違約金の支払いを求めた訴訟で、出演拒否女性の弁護団に参加した。この訴訟は、東京地裁（原克也裁判長）により「意に反するAV出演は許されず、契約は即時解除できる」と判断された。業者側は控訴せず、業者の請求を退ける判決が確定した[7]。
- 2015年10月19日から26日にかけて、来日した国連特別報告者マオド・ド・ブーア＝ブキッキオと面談した。最終日の記者会見でマオドが「日本の女子高生の13％が売春している」などの誤発言を行ったこと[8]について、評論家の池田信夫がその情報源が伊藤であると断定した記事をインターネット上に投稿したため、伊藤は名誉毀損で池田を提訴した。2016年11月、東京地裁は「真実であることについて何らの主張立証」がないとして名誉毀損などに当たると認め、池田に約57万円の支払いを命じた[9]。
- 2019年11月27日、アダルトビデオへの出演を強要した疑いで逮捕され、不起訴になったAV制作会社社長の男性が、ツイッターで伊藤に「鬼畜」と投稿されて名誉を傷つけられたとして、500万円の損害賠償などを求めていた訴訟で、東京地裁は伊藤に5万円の支払いを命じた[10]。控訴審では賠償額を20万円に増額する判決が下された[11]。伊藤はさらに最高裁に上告したが、2021年5月11日付で上告は棄却され、20万円の損害賠償判決が確定した[12][13]。
- 2023年、暇空茜から名誉を毀損されたとして165万円の損害賠償を提訴された。2024年2月5日、東京地方裁判所は暇空茜の請求を棄却。伊藤側から暇空茜に対しても名誉毀損訴訟を提起している。

## 所属等
- ヒューマンライツ・ナウ副理事長
- 慶応義塾大学法務研究科非常勤教員
- ジェンダー法学会、国際人権法学会理事
- 日弁連両性の平等に関する委員会委員長、自由法曹団事務局次長、国際法律家協会理事などを歴任

## 共同作業者
後藤弘子、雪田樹理、土井香苗（HRN・HRW）、三浦まり、寺町東子、申惠丰、伊藤真、久保利英明、小池振一郎、菊間千乃、くるみんアロマ

## 出演番組

### テレビ
- クローズアップ現代 「無実の死刑囚124人の衝撃～えん罪に揺れるアメリカ～」（NHK2007年8月29日放送）
- 「ワールド・Wave・トゥナイト」（平日22時～22時50分） （NHK BS12011年10月26日）
- 福島第一原発事故特集番組「TEPCO:'We are very sorry'」 （米NBC放送 2012年3月8日 にインタビュー出演）
- 視点・論点 NHK 2012年2月14日「ハーグ条約 子どもの利益を第一に」、2010年6月10日 「ガザの人道危機と国際社会の役割」
- 深層NEWS ヘイトスピーチについて （BS日テレ 2014年11月27日）

### ラジオ
- 番組「SPIRIT OF ASIA」のコーナー「Asian Beauty」で、インタビュー。（2006年9月10日、J-WAVE）
- J-WAVE TOKYO MORNING RADIO ナビゲーター別所哲也「ハーグ条約をめぐる現状」（2011年5月12日、J-WAVE）
- Jam the WORLD 伊藤和子弁護士×安田菜津紀 「アダルトビデオ出演強要の実態と対策について」 （2015年10月14日、J-WAVE）
- Jam the WORLD 伊藤和子弁護士×萱野稔人 「ヘイトスピーチ対策法案について」（2016年4月28日、J-WAVE）

## 著書
- 『誤判を生まない裁判員制度への課題 : アメリカ刑事司法改革からの提言』現代人文社、2006年12月。
- 『裁判員と死刑制度 : 日本の刑事司法を考える』新泉社〈シリーズ時代を考える〉、2010年3月。（共著）
- 『イラク「人質」事件と自己責任論 : 私たちはこう動いた・こう考える』大月書店、2004年7月。（共著）
- 『人権は国境を越えて』岩波書店〈岩波ジュニア新書 ; 756〉、2013年10月。
- 『ファストファッションはなぜ安い?』コモンズ、2016年4月。
- 『なぜ、それが無罪なのか!? : 性被害を軽視する日本の司法』ディスカヴァー・トゥエンティワン〈ディスカヴァー携書〉、2019年8月。

## 訳書
- 『なぜ無実の人が自白するのか : DNA鑑定は告発する』日本評論社、2008年12月。